# Maskijot
Maskijot (hebrejsky מַשְׂכִּיּוֹת, v oficiálním přepisu do angličtiny Maskiyyot, přepisováno též Maskiot) je izraelská osada a vesnice typu společná osada (jišuv kehilati) na Západním břehu Jordánu v distriktu Judea a Samaří a v Oblastní radě Bik'at ha-Jarden.

## Geografie
Nachází se v nadmořské výšce 16 metrů v severní části Jordánského údolí, cca 50 kilometrů severně od centra Jericha, cca 65 kilometrů severovýchodně od historického jádra Jeruzaléma a cca 73 kilometrů severovýchodně od centra Tel Avivu. Na západě od vesnice se z příkopové propadliny Jordánského údolí zvedá prudký hřbet hornatiny Samařska. Severně od obce teče vádí Nachal Milcha.
Osada je na dopravní síť Západního břehu Jordánu napojena pomocí místní silnice číslo 578, která je součástí takzvané Alonovy silnice, významné severojižní dopravní osy vedoucí podél západního okraje Jordánského údolí. Maskijot leží cca 5 kilometrů od řeky Jordán, která zároveň tvoří mezinárodní hranici mezi Izraelem kontrolovaným Západním břehem Jordánu a Jordánským královstvím. Vesnice je součástí územně souvislého pásu izraelských zemědělských osad, které se táhnou podél Jordánského údolí.

## Dějiny
Maskijot je jednou z nejmladších izraelských osad na Západním břehu Jordánu, jehož osidlování bylo zahájeno Izraelem po jeho dobytí izraelskou armádou, tedy po roce 1967. Jordánské údolí patřilo mezi oblasti, kde došlo k zakládání izraelských osad nejdříve. Takzvaný Alonův plán totiž předpokládal jeho cílené osidlování a anexi.
14. února 1982 izraelská vláda odsouhlasila budoucí výstavbu nové osady v této oblasti. K tomu pak došlo v červenci 1986. Šlo ale jen o malou osadu typu nachal, tedy kombinace vojenského a civilního sídla nazývanou Micpe Gil'ad (Peles). Podle vládních záměrů měla být později přeměněna na ryze civilní sídlo s výhledovou populací až sto rodin. K tomu ale nedošlo. Lokalita byla později opuštěna i armádou.
Teprve počátkem 21. století se sem vrátilo osídlení, nejdříve zde vznikla vojenská náboženská přípravka (mechina). Po roce 2005 se do Maskijot uchýlily rodiny z osady Širat ha-Jam v Pásmu Gazy, která byla v létě téhož roku vystěhována v rámci izraelského plánu jednostranného stažení. Nově vznikající osada pak získala oficiální status a stala se samostatným členem Oblastní rady Bik'at ha-Jarden.
V roce 2006 zde tehdejší ministr obrany Amir Perec schválil projekt výstavby třiceti stálých domů. Po kritice z USA sice tento záměr zastavil, ale v roce 2008 nový ministr Ehud Barak výstavbu osady schválil. Obyvatelé Maskijot zde plánují výhledově umožnit usazení 100 rodin s tím, že by osada dosáhla cca 800 obyvatel. Součástí místní ekonomiky má být velkochov ovcí a pastevectví, dále pěstování oliv a datlových palem. Pro tento účel už bylo vysázeno 1 600 palmových sazenic. Počítá se se zřízením malé průmyslové zóny. V květnu 2009 bylo vypsáno výběrové řízení na výstavbu prvních dvaceti zděných domů v Maskijot. 

Počátkem 21. století nebyla osada Maskijot stejně jako celá oblast Oblastní rady Bik'at ha-Jarden zahrnuta do projektu Izraelské bezpečnostní bariéry. Izrael si od konce 60. let 20. století v intencích Alonova plánu hodlal celý pás Jordánského údolí trvale ponechat. Budoucnost vesnice Maskijot ale závisí na parametrech případné mírové dohody mezi Izraelem a Palestinci.

## Demografie
Obyvatelstvo obce Maskijot je popisováno jako nábožensky založené. Jde o malé sídlo. V roce 2009 se tu uvádělo deset trvale žijících rodin, k nimž bylo ovšem nutno připočíst studenty zdejší vojenské přípravky. Přesnější údaje o demografickém vývoji dlouho chyběly. Teprve roku 2011 začíná souvislá řada statistických údajů.
Podle údajů z roku 2014 tvořili naprostou většinu obyvatel v Maskijot Židé (včetně statistické kategorie "ostatní", která zahrnuje nearabské obyvatele židovského původu ale bez formální příslušnosti k židovskému náboženství).
Jde o menší obec vesnického typu s dlouhodobě rostoucí populací. K 31. prosinci 2014 zde žilo 192 lidí. Během roku 2014 populace stoupla o 20,8 %.
| Rok            | 2011 | 2012 | 2013 | 2014 |
| -------------- | ---- | ---- | ---- | ---- |
| Počet obyvatel | 72   | 135  | 159  | 192  |